# Bunny Man
Bunny Man je urbana legenda koja je vjerojatno 1970. nastala zbog dva incidenta u okrugu Fairfax u saveznoj državi Virginiji, ali je proširena na području Washington D.C.-a. Postoji puno varijanta ove legende, ali u većini je to čovjek u odijelu kunića, sa sjekirom.